# Manchester (Will)
Manchester è il primo album in studio del cantante italiano Will pubblicato il 10 febbraio 2023 dall'etichetta Capitol.

## Tracce
1. Stupido – 3:31
2. Luce – 3:27
3. Famosa – 3:21
4. Non siamo soli – 3:12
5. Stanotte non dormo – 2:52
6. J (voglia di vivere) – 3:42
7. Casa – 3:23
8. Giovani – 3:08
9. Le cose più importanti – 3:22
10. Più forte di me – 3:08
11. Chi sono veramente – 2:47
12. La Storia Più Bella Di Sempre – 3:06
13. Capolavoro – 3:20
14. Domani che fai? – 3:18
15. Anno luce – 3:03
16. Estate – 3:19

## Classifiche
| Classifica (2023) | Posizione massima |
| ----------------- | ----------------- |
| Italia            | 60                |